# Typhisala
Typhisala is een geslacht van weekdieren uit de klasse van de Gastropoda (slakken).

## Soorten
- Typhisala clarki (Keen & Campbell, 1964)
- Typhisala grandis (A. Adams, 1855)